# Engine
Engine (anglicky „motor“, „stroj“; někdy se též používá výraz „jádro aplikace“) je v informatice označení pro „ústřední“ či „kritickou“ část softwarového produktu – například počítačové hry, databázového systému, antivirového programu, matematického nebo statistického balíku apod. Engine obvykle řeší přesně definované a výpočetně náročné úkoly a používá k tomu pečlivě optimalizované a odladěné algoritmy. Například databázový engine řeší základní databázovou funkčnost (priorita, transakce, práva, pořadí) a měl by být bez kritických chyb.

## Příklady
Herní engine soustřeďuje obecné funkce používané v počítačových hrách; některé herní firmy vyvíjejí vlastní engine, jiné používají engine jiných firem. Antivirový program Kaspersky má svůj engine, ale přebírá jej Active Virus Shield. Dalším příkladem je vykreslovací engine webového prohlížeče.